# Glande de Harder

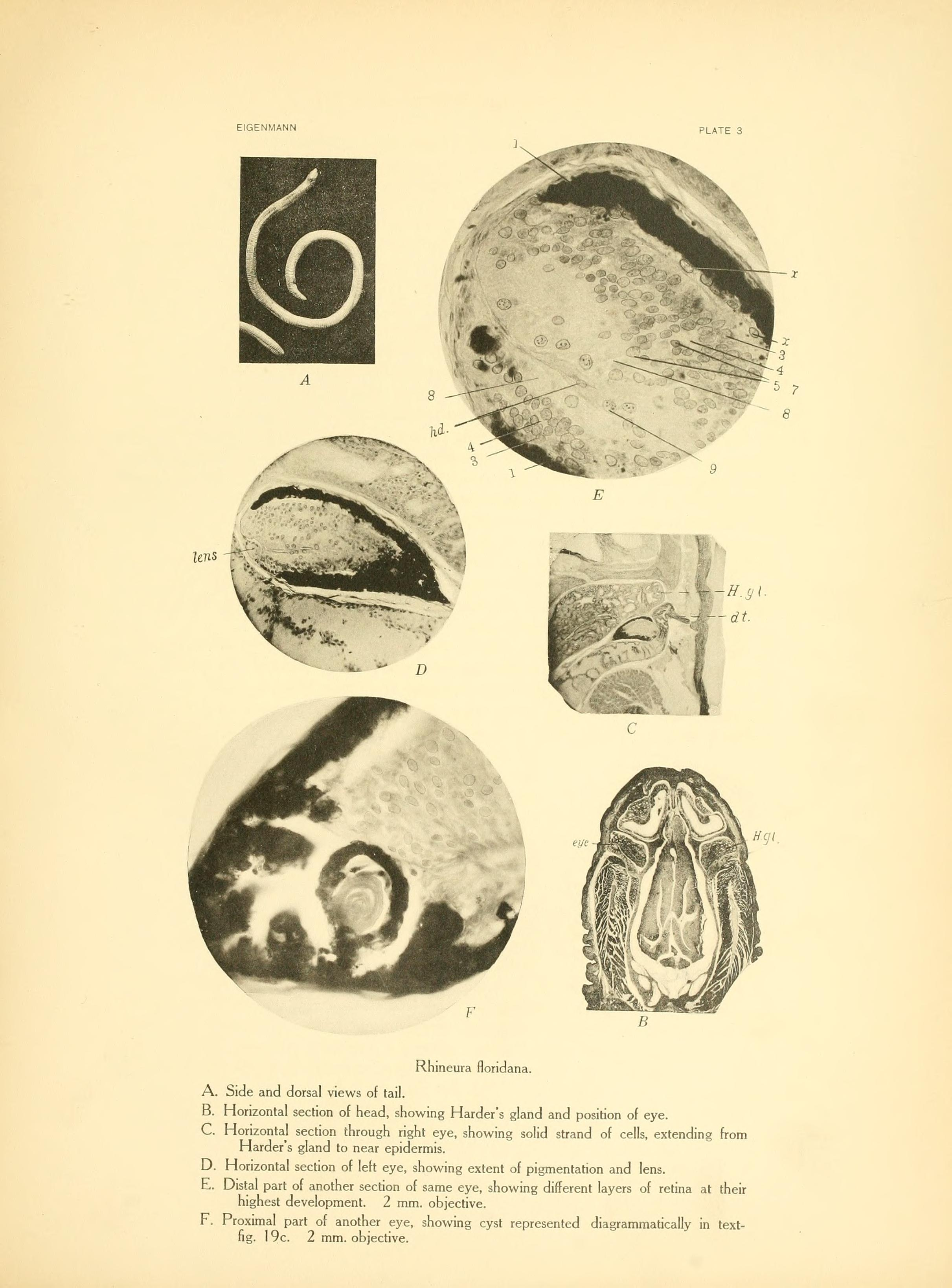
Rhineura floridana ; la glande de Harder est marquée H. gl. dans le schéma B (coupe horizontale de la tête) et C (coupe horizontale passant par l'œil droit).

La glande de Harder est une glande située dans l'orbite de l'œil qui se produit chez les tétrapodes qui possèdent une membrane nictitante.
La glande peut être de composée tubulaire (en) ou de composée tubuloalvéolaire, et le liquide qu'elle sécrète (qu'elle soit muqueux, séreux ou lipidique) varie selon les différents groupes d'animaux. Chez certains animaux, il agit comme un accessoire de la glande lacrymale, sécrétant un liquide qui facilite le mouvement de la membrane nictitante. Les recherches propose que la glande ait plusieurs autres fonctions, y compris celle d'un organe photoprotecteur, d'un emplacement de réponse immunitaire, d'une source de lipides thermorégulateurs, d'une source de phéromones et d'un site d'osmorégulation. Chez les mammifères, la glande sécrète une substance huileuse utilisée pour lisser le pelage. La présence ou l'absence de cette glande est l'un des indices utilisés par les paléontologues pour déterminer quand la fourrure a évolué chez les ancêtres des mammifères.
La glande de Harder a été décrite pour la première fois en 1694 par l'anatomiste suisse Johann Jacob Harder (1656-1711). Il a documenté ses découvertes dans un article intitulé Glandula nova lacrymalis una cum ductu excretorio in cervis et damis, (littéralement Une nouvelle glande lacrymale avec un canal excréteur chez le cerf rouge et le daim en traduction française).